# Det Bedste Parti
Det Bedste Parti (islandsk: Besti flokkurinn) var et politisk parti i Island, der blev dannet i 2009 og nedlagt i 2014. Partiet stillede op i Reykjavik til kommunalvalget i 2010. Her vandt partiet en jordskredssejr med 34,7% af de afgivne stemmer, hvilket var med til at sikre partiet borgmesterposten fra 15. juni 2010 med støtte fra Samfylkingin (Socialdemokratisk Alliance). Byens borgmester blev dermed Det Bedste Partis leder, Jón Gnarr, der også er en af Islands mest kendte komikere.
Partiet kan bedst betegnes som et protestparti, der blandt andet har tilkendegivet, at de ikke agtede at holde deres løfter fra før valget, og at alle partier er korrupte, men at Det Bedste Parti har tænkt sig at være åbenlyst korrupte.
Blandt partiets løfter før kommunalvalget i 2010 var:
- Forbedre livet for det dårligst stillede
- Gratis bustransport for studerende og fattige
- Træk de ansvarlige for det økonomiske kollaps i retten
- Lyt mere til kvinder og ældre